# Antheraea gschwandneri
Antheraea gschwandneri är en fjärilsart som beskrevs av Friedrich Wilhelm Niepelt 1918. Antheraea gschwandneri ingår i släktet Antheraea och familjen påfågelsspinnare. Inga underarter finns listade i Catalogue of Life.